# Adzjarische Autonome Socialistische Sovjetrepubliek
De Adzjarische Autonome Socialistische Sovjetrepubliek of Adzjarische ASSR (Georgisch: აჭარის ავტონომიური საბჭოთა სოციალისტური რესპუბლიკა) was een autonome socialistische sovjetrepubliek in de Georgische sovjetrepubliek van de Sovjet-Unie. Ze werd opgericht op 16 juli 1921 en had Batoemi als hoofdstad. Na de onafhankelijkheid van Georgië bleef de autonomie in stand onder de naam Autonome Republiek Adjarië.

## Geschiedenis

### Voorgeschiedenis
De voormalige oblast Batoemi werd na het instorten van het Keizerrijk Rusland in 1917 door zowel het Ottomaanse Rijk als de Democratische Republiek Georgië geclaimd. Het gebied werd korte tijd bezet door de Ottomanen, maar werd vanaf het einde van de Eerste Wereldoorlog tot juli 1920 een Brits mandaatgebied. Daarna droegen de Britten het gebied over aan de Georgiërs, onder meer vanwege het verdrag van Moskou. De grondwet van de Georgische republiek verleende autonomie aan de provincie Batoemi. De Sovjet-invasie van Georgië in 1921 zorgde er echter voor dat Turkije het gebied wederom opeiste en korte tijd bezette. In artikel VI van het Verdrag van Kars werd de autonomie voor de moslimbevolking gewaarborgd, binnen de nieuw opgerichte Georgische Socialistische Sovjetrepubliek. Turkije kreeg in ruil daarvoor de districten Artvin en Ardahan waar Georgië eerder aanspraak op maakte.

### Autonome republiek in Sovjet-Georgië
De Sovjet-Unie richtte op 16 juli 1921 in lijn met de afspraken de Autonome Socialistische Sovjetrepubliek Adzjaristan op, de enige autonomie binnen de Sovjet-Unie op basis van geloofsovertuiging. De islam werd in de nieuwe autonome republiek uiteindelijk net zo hard vervolgd als het christendom en er was geen verschil met andere gebieden in de Sovjet-Unie. De autonome republiek werd in 1936 hernoemd naar Adzjarische Autonome Socialistische Sovjetrepubliek.
In de nadagen van de Sovjet-Unie werden in december 1990 de woorden "Socialistische Sovjet" uit de naam geschrapt, net zoals een maand eerder bij de Georgische Sovjetrepubliek. Na het uiteenvallen van de Sovjet-Unie en de onafhankelijkheid van Georgië bleef de autonomie gehandhaafd onder de naam Autonome Republiek Adzjarië.